# Naissance en 1960
Naissance
- 1956
- 1957
- 1958
- 1959
- 1960
- 1961
- 1962
- 1963
- 1964

Les naissances en 1960 concernent les personnalités nées entre le 1er janvier et le 31 décembre 1960.

## Janvier
- 1er janvier :

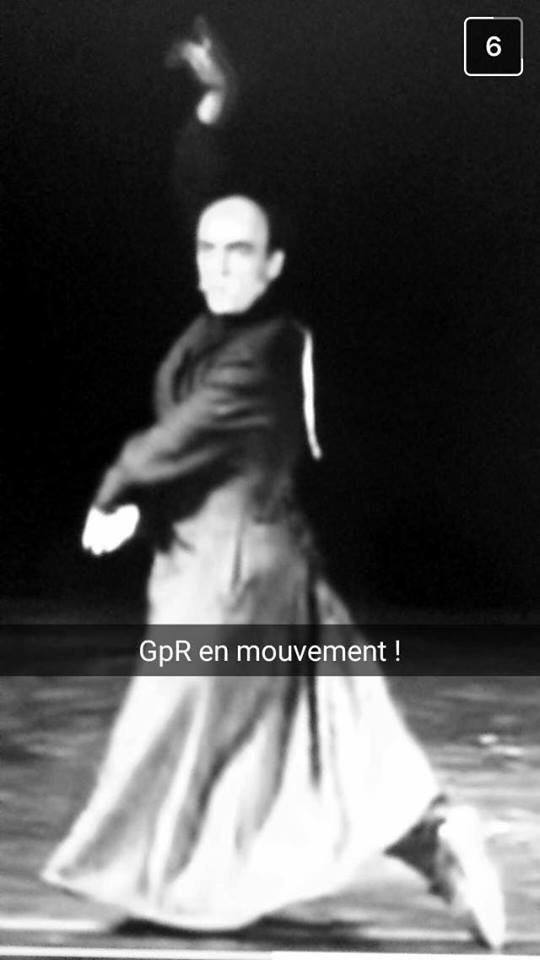
Elie Kakou.

  - Mohamed Bazoum, homme politique nigérien.
  - Gueorgui Deliev, humoriste et acteur soviétique puis ukrainien.
  - Nono Monzuluku, animateur et chanteur congolais († 10 janvier 2024).
- 2 janvier : Naoki Urasawa, dessinateur et scénariste de manga japonais.
- 4 janvier : Michael Stipe, chanteur du groupe de rock alternatif américain R.E.M..
- 7 janvier : 
  - Mohammad Djavad Zarif, homme politique iranien.
  - Tatiana Zagorskaïa, joueuse d'échecs soviétique puis biélorusse († 19 novembre 2008).
- 10 janvier : Benoît Pelletier, homme politique québécois († 30 mars 2024).
- 12 janvier : Élie Kakou, humoriste français († 10 juin 1999).
- 15 janvier : Kelly Asbury, acteur, réalisateur et scénariste américain († 26 juin 2020).
- 16 janvier : Frédéric Boilet, auteur de bandes dessinées français.
- 18 janvier : Ismail Sabri Yaakob, homme politique malaisien.
- 19 janvier : Luis Alberto Rodríguez López-Calleja, militaire, homme d'affaires et homme politique cubain († 1er juillet 2022).
- 20 janvier :
  - Udo Ulfkotte, journaliste, essayiste et romancier allemand († 13 janvier 2017).
  - Jeff "Tain" Watts, batteur de jazz américain.
  - Will Wright, producteur de jeu vidéo américain.
- 21 janvier :
  - Pierre Laur, acteur français.
- 22 janvier : 
  - Márkos Kyprianoú, homme politique chypriote grec.
  - Park Young-sun, femme politique sud-coréenne.
- 23 janvier : Güldal Akşit, femme politique turque († 3 décembre 2021).
- 24 janvier : Fridolin Ambongo Besungu, prélat catholique congolais (RDC).
- 25 janvier :
  - Jean-Louis Grinda, homme politique monégasque et directeur de l’Opéra de Monte-Carlo.
  - Audrey Wells, scénariste, réalisatrice, productrice et actrice américaine († 4 octobre 2018).
- 26 janvier : Ulf Bengtsson, joueur de tennis de table suédois († 17 mars 2019).
- 27 janvier : 
  - Jacob Kodji, général de division camerounais († 22 janvier 2017).
  - Samia Suluhu Hassan, femme politique tanzanienne.
- 29 janvier :
  - Gia Marie Carangi, mannequin et première Top Model († 18 novembre 1986).
  - Maya Jribi, femme politique française † 19 mai 2018).
- 30 janvier : 
  - Bernard Dewulf, poète belge († 23 décembre 2021).
  - Shigeru Sarusawa, footballeur japonais.
- 31 janvier : Éric Dumont, officier de marine, haut fonctionnaire et écrivain français.

## Février
- 1er février : Fabrizio Pirovano, pilote moto italien († 12 juin 2016).
- 3 février : 
  - André Antoine, homme politique belge de langue française.
  - Joachim Löw, entraîneur de football et ancien attaquant allemand.
- 4 février : Jung Mikyung, romancière sud-coréenne († 18 janvier 2017).
- 7 février :
  - James Spader, acteur américain.
  - Steve Bronski, musicien britannique († 9 décembre 2021).
- 9 février :
  - Éric Lefol, footballeur français († 14 mars 2012).
  - Peggy Whitson, astronaute américaine.
- 10 février: 
  - Robert Addie, acteur anglais († 20 novembre 2003).
  - Mohamed Seddik Mokrani, footballeur algérien.
- 11 février : Richard A. Mastracchio, astronaute américain.
- 14 février : Veljko Kajtazi, homme politique croate.
- 15 février: Kanchana Silpa-archa, femme politique thaïlandaise.
- 16 février : Sam Rubin, journaliste américain († 10 mai 2024).
- 18 février : Greta Scacchi, actrice italo-britannique.
- 19 février : prince Andrew, troisième enfant et second fils de la reine Élisabeth II et du prince Philip, duc d'Édimbourg.
- 21 février : Emmanuel Cauchy, médecin urgentiste français († 2 avril 2018).
- 22 février : Martin Poulibé, acteur camerounais.
- 25 février : Rula Quawas, universitaire et défenseuse jordanienne des droits des femmes ( † 25 juillet 2017).
- 27 février : Norm Breyfogle, dessinateur de comics américain († 24 septembre 2018).
- 29 février : Khaled, chanteur, compositeur algérien et multi-instrumentiste de raï algérien.

## Mars
- 1er mars : 
  - Ina Belous, artiste ukrainienne.
  - Durdana Ansari, journaliste et entrepreneure britannique.
  - Séraphine Mbeya Nawej Matemb,  artiste peintre congolaise.
- 2 mars : Mikhaïl Tiourine, cosmonaute russe.
- 3 mars : Vilija Blinkevičiūtė, députée européenne lituanienne.
- 5 mars : Catherine Matausch, journaliste française.
- 7 mars :
  - Ivan Lendl, joueur de tennis tchèque.
  - Hélène de Saint-Père, actrice française († 4 mai 2022).
- 9 mars : 
  - Elsa Cayat, psychiatre et psychanalyste française († 7 janvier 2015).
  - Florence Malgoire, violoniste française († 11 août 2023).
- 10 mars : Sali Sidibé, chanteuse malienne († 8 février 2019).
- 11 mars : Camille Turner, artiste multidisciplinaire, conservatrice et éducatrice canadienne.
- 12 mars :
  - Cheick Fantamady Camara, réalisateur, scénariste et producteur guinéen († 22 mai 2004).
  - Kipp Lennon, chanteur et guitariste américain.
- 13 mars : Adam Clayton, bassiste du groupe U2 irlandais d'origine anglaise.
- 15 mars : Mankeur Ndiaye, homme politique sénégalais.
- 18 mars : Richard Biggs, acteur américain († 22 mai 2004).
- 20 mars :
  - Pascal Massix, acteur français de doublage († 6 juin 2008).
  - Iouri Charguine, cosmonaute russe.
  - Christian Stocker, homme politique autrichien.
- 21 mars : Ayrton Senna, coureur automobile brésilien († 1er mai 1994).
- 24 mars : João Moura, rejoneador portugais.
- 25 mars : Brenda Strong, actrice et productrice américaine.
- 26 mars : Jennifer Grey, actrice américaine.
- 27 mars : Victor Bailey, bassiste de jazz américain († 11 novembre 2016).
- 28 mars :
  - José Antonio Alonso, homme d'État espagnol († 2 février 2017).
  - José Maria Neves, homme politique capverdien.
  - Uri Orbach, écrivain, sioniste religieux, journaliste et homme politique israélien († 16 février 2015).
  - Éric-Emmanuel Schmitt, écrivain français.
- 29 mars :
  - Hiromi Tsuru, seiyū japonaise († 16 novembre 2017).
  - Jozsef Kardos, footballeur international hongrois († 28 juillet 2022).
- 30 mars : Bill Johnson, skieur alpin américain († 21 janvier 2016).
- 31 mars : Richard Milian, matador français.

## Avril
- 1er avril : Fatmir Xhindi, homme politique albanais († 2 mai 2009).
- 4 avril : José Peseiro, footballeur et entraîneur portugais.
- 6 avril : Marie-Dominique Dessez, actrice française († 19 avril 2019).
- 7 avril : Yvan Colonna, indépendantiste corse, assassin du préfet Érignac († 21 mars 2022).
- 8 avril : Alexandre Debanne, animateur de télévision français.
- 15 avril :
  - Collins Chabane, homme politique sud-africain († 15 mars 2015).
  - Pedro Delgado, coureur cycliste espagnol.
  - Mikhaïl Kornienko, cosmonaute russe.
  - Philippe Ier, roi des Belges.
- 16 avril : Tex, humoriste et animateur de télévision français.
- 19 avril : Gustavo Petro, homme politique colombien.
- 20 avril : Miguel Díaz-Canel, homme politique cubain.
- 23 avril : Valerie Bertinelli, actrice américaine.
- 28 avril : 
  - Peter Pišťanek, écrivain slovaque († 22 mars 2015).
  - Elena Kagan, juge à la Cour suprême des États-Unis depuis 2010.
- 30 avril : 
  - Claude Bergeaud entraîneur de basket-ball français.
  - Beata Poźniak, actrice, réalisatrice, peintre, écrivaine et activiste polonaise et américaine.

## Mai
- 1er mai :
  - Peter Mikkelsen, arbitre de football international danois († 30 janvier 2019).
  - Thierry Ragueneau, acteur français.
- 2 mai : Dragan Marković, homme politique serbe († 22 novembre 2024).
- 3 mai : Jacinte Giscard d'Estaing, vétérinaire française († 16 janvier 2018).
- 4 mai : Serge Diantantu, auteur et dessinateur de bande dessinée congolais (RDC) († 1er juin 2022).
- 5 mai : Douglas H. Wheelock, astronaute américain.
- 9 mai :
  - Pierre-Henri Menthéour, coureur cycliste français († 12 avril 2024).
  - Daniel N. Sebban, dessinateur et scénariste de bande dessinée français et canadien.
- 10 mai :
  - Paul Hewson dit Bono, chanteur irlandais du groupe U2.
  - Kimmo Nevonmaa, compositeur finlandais († 18 septembre 1996).
  - Fortunatus Nwachukwu, archevêque catholique nigérian, observateur permanent du Saint-Siège auprès des Nations unies à Genève.
- 11 mai : Volodymyr Dolhov, nageur soviétique puis russe († 10 janvier 2022).
- 13 mai : Patrizia Caselli, actrice italienne.
- 16 mai : Lovebug Starski, rappeur, disc jockey et producteur américain († 8 février 2018).
- 18 mai : 
  - Yannick Noah, joueur de tennis et chanteur français et camerounais.
  - Michael Robert Ryan, meurtrier du Massacre de Hungerford († 9 août 1996).
- 21 mai : Jeffrey Dahmer,  tueur en série américain († 28 novembre 1994).
- 22 mai : Hideaki Anno, réalisateur japonais.
- 23 mai : Michel Roux Jr, chef cuisinier franco-britannique.
- 24 mai : Kristin Scott Thomas, actrice franco-britannique.
- 25 mai : 
  - Rivo Rakotovao, homme politique malgache.
  - Wallace Roney,  trompettiste de jazz américain († 31 mars 2020).
  - Benoît van Innis, peintre belge († 24 février 2024).
- 27 mai :
  - Antonio Pennarella, acteur italien († 24 août 2018).
  - Oleksandr Sydorenko, nageur soviétique († 20 février 2022).
- 28 mai : Jesús Rodríguez Magro, coureur cycliste espagnol († 19 septembre 2018).
- 29 mai :
  - Thomas Baumer, spécialiste en sciences culturelles et entrepreneur suisse.
  - Lorena Borjas, militante mexicano-américaine des droits des immigrants et des personnes trans († 30 mars 2020).
  - Thierry Frémaux, délégué général du Festival de Cannes.

## Juin
- 1er juin : 
  - Elena Mukhina, gymnaste artistique soviétique puis russe († 22 décembre 2006).
  - Fabienne Amiach, animatrice de télévision française.
- 2 juin : André Lamontagne, personnalité politique canadienne.
- 5 juin : 
  - Jo Prestia, acteur et kickboxer français.
  - Isabelle Martinet, journaliste et animatrice de télévision français.
- 6 juin : Steve Vai, guitariste américain.
- 11 juin :
  - Anne Teresa De Keersmaeker, chorégraphe belge de danse contemporaine.
  - Hélène Monette, poète et romancière québécoise († 25 juin 2015).
  - Mehmet Öz, animateur d'émissions de télévision et chirurgien turco-américain.
- 13 juin : Mathieu Riboulet, écrivain et cinéaste français († 5 février 2018).
- 15 juin : 
  - Michèle Laroque, humoriste et comédienne française.
  - Marie-Monique Robin, journaliste d'investigation, réalisatrice et écrivaine française.
- 16 juin : Laurent Gamelon, acteur français.
- 17 juin : Hans van Baalen, personnalité politique hollandaise († 29 avril 2021).
- 21 juin : Moussa Faki, homme politique tchadien.
- 22 juin : Adam Schiff, Politicien américain et Représentant des États-Unis d'Amérique depuis 2002.
- 23 juin : Samia Nkrumah, journaliste et politicienne ghanéenne.
- 25 juin : 
  - Svetlana Kitova, athlète russe, spécialiste des courses de demi-fond († 20 novembre 2015).
  - Laetitia Meignan, judoka française.
- 26 juin : Francesco Della Monica, footballeur italien.
- 30 juin : Frank Masley, lugeur américain († 10 septembre 2016).
- ? juin : Makhtar Diop, économiste sénégalais.

## Juillet
- 1er juillet : Kōji Ishii, seiyū japonais actuellement affilié à Vi-Vo.
- 3 juillet :
  - Vince Clarke, musicien et compositeur britannique du groupe Erasure, et ex-membre de Depeche Mode.
  - Perrine Pelen, skieuse française.
- 4 juillet : Sid Eudy, catcheur américain († 26 août 2024).
- 5 juillet : Jack Radcliffe, acteur de films pornographiques gays.
- 6 juillet : Stergomena Tax, femme politique et diplomate tanzanienne.
- 7 juillet : Vincent Peillon, homme politique français.
- 9 juillet : Wanda Vázquez, avocate, fonctionnaire et femme d'État portoricaine.
- 10 juillet  : Tony D'Amario, acteur français († 29 juin 2005).
- 11 juillet :
  - Pierrick Sorin, artiste vidéaste, metteur en scène et scénographe français.
  - Ronald M. Schernikau écrivain allemand († 20 octobre 1991).
  - Abdel Fattah Abdelrahmane al-Burhan, homme politique soudanais.
- 12 juillet :
  - Corynne Charby, actrice et chanteuse française.
  - Anna María Arías, journaliste américaine († 1er octobre 2001).
- 14 juillet :
  - Anna Bligh, femme politique australienne.
  - Angélique Kidjo, musicienne béninoise.
  - Jane Lynch, actrice américaine.
  - Dmitri Vrubel, artiste russe de street art († 14 août 2022).
- 15 juillet :
  - Kim Alexis, mannequin et actrice américaine.
  - Lizette Risgaard, syndicaliste danoise.
- 17 juillet : 
  - Robin Shou, acteur, réalisateur, producteur, cascadeur et chorégraphe américain.
  - Johnny Briceño, homme politique bélizien.
- 18 juillet : Serhiy Boukovsky, réalisateur et acteur soviétique puis ukrainien.
- 20 juillet : Pedro Zerolo, homme politique espagnol († 9 juin 2015).
- 23 juillet : Fadil Vokrri, footballeur yougoslave puis serbe († 9 juin 2018).
- 26 juillet : Catherine Vautrin, femme politique française.
- 27 juillet : Conway Savage, musicien et chanteur australien († 2 septembre 2018).
- 28 juillet : Hermine Naghdalyan, femme politique arménienne.
- 29 juillet : Didier Van Cauwelaert, écrivain français.
- 31 juillet : Pablo Larios, footballeur mexicain († 31 janvier 2019).

## Août
- 1er août :
  - Chuck D, rappeur américain, membre du groupe Public Enemy.
  - Professor Griff, rappeur américain, membre du groupe Public Enemy.
- 7 août : David Duchovny, acteur américain.
- 10 août : Antonio Banderas, acteur espagnol.
- 12 août : 
  - Thierry Desroses, acteur, directeur artistique et réalisateur français, spécialisé dans le doublage vocal.
  - Laurent Fignon, coureur cycliste français († 31 août 2010).
- 15 août : Samuel Cabrera, coureur cycliste colombien († 21 mars 2022).
- 17 août :
  - Johnny Bumphus, boxeur américain († 3 février 2020).
  - Rita Chowdhury, poétesse et romancière indienne.
  - Stephan Eicher, auteur, chanteur et compositeur suisse.
  - Sean Penn, acteur américain.
  - Guilaine Chenu, journaliste française.
- 20 août : Dom Duff, chanteur breton français.
- 21 août : Ángel Fernández Artime, prêtre, supérieur général des Salésiens.
- 23 août : Chris Potter, acteur canadien.
- 24 août :
  - Steven W. Lindsey, astronaute américain.
  - Perihan Mağden, écrivaine turque.
  - Takashi Miike, réalisateur japonais.
  - Franz Viehböck, premier spationaute autrichien.
- 25 août : 
  - Lee Archambault, astronaute américain.
  - David Mabuza, homme politique sud-africain († 3 juillet 2025).
- 26 août : 
  - Branford Marsalis, saxophoniste de jazz américain.
  - Jim Beard, claviériste de jazz-rock américain († 5 mars 2024).
- 27 août : Ghaleb Bencheikh, Physicien franco-algérien.
- 28 août :
  - Emma Samms, actrice, scénariste et réalisatrice britannico-américaine.
  - Leroy Chiao, astronaute américain.
  - Marian Donat, judoka polonais († 2 janvier 2018).
- 30 août : Philippe Jourdan, évêque catholique français, administrateur apostolique en Estonie.
- 31 août : 
  - Gord Brown, homme politique canadien († 2 mai 2018).
  - Hassan Nasrallah, religieux chiite et homme politique libanais († 27 septembre 2024).

## Septembre
- 2 septembre : Kristin Halvorsen, femme politique norvégienne.
- 3 septembre :
  - Alana Filippi, parolière et chanteuse française († 11 janvier 2020).
  - Livingstone Bramble, boxeur christophien († 22 mars 2025).
  - Abdel Hafed Benotman, écrivain de langue française et de nationalité algérienne († 20 février 2015).
- 5 septembre : Jon van Eerd, acteur, doubleur, scénariste et chanteur néerlandais.
- 6 septembre : Norbert Joos, alpiniste suisse († 10 juillet 2016).
- 7 septembre : Ersin Tatar, homme politique chypriote turc.
- 9 septembre :
  - Nicolau de Figueiredo, claveciniste, organiste, pianofortiste, chef d'orchestre et musicologue brésilien († 6 juillet 2016).
  - Hugh Grant, acteur britannique.
  - Bob Hartley, entraîneur de hockey sur glace canadien.
- 10 septembre : Colin Firth, acteur britannique naturalisé italien.
- 11 septembre : Yusuf Mohamed Ismail, diplomate somalien († 27 mars 2015).
- 13 septembre : Kim Namju, autrice sud-coréenne.
- 14 septembre : Radames Pera, acteur américain.
- 16 septembre : Marek Wittbrot, journaliste et prêtre catholique polonais.
- 17 septembre :
  - Alan Krueger, économiste et professeur américain († 16 mars 2019).
  - Frédéric Pierrot, acteur français.
- 20 septembre :
  - James A. Pawelzyk, astronaute américain.
  - Peter Phelps, acteur australien.
  - Masoumeh Ebtekar, femme scientifique et femme politique iranienne, vice-présidente de la République d'Iran.
- 21 septembre : 
  - David James Elliott, acteur, réalisateur et producteur canadien.
  - Jolanta Fedak, femme politique polonaise († 31 décembre 2020).
- 22 septembre : 
  - Luca Canonici, ténor italien.
  - Scott Baio, acteur et réalisateur américain.
  - Isaac Herzog, politicien israélien et onzième président de l'État d'Israël.
- 25 septembre : Amir Hossein Jahanshahi, homme politique iranien.
- 27 septembre : Jean-Marc Barr, acteur et réalisateur franco-américain.
- 28 septembre : Kamlesh Patel, homme politique britannique.
- 29 septembre : Rafael Santa Cruz, musicien et acteur péruvien († 4 août 2014).
- 30 septembre : Bill Rieflin, musicien américain († 24 mars 2020).

## Octobre
- 2 octobre : Floyd Cardoz, chef cuisinier américain d'origine indienne († 25 mars 2020).
- 4 octobre : Henry Worsley, militaire et aventurier britannique († 24 janvier 2016).
- 5 octobre : Azzedine Meguellatti, entraîneur de football franco-algérien († 11 janvier 2024).
- 6 octobre : Naïma Louali, chercheuse marocaine († 3 mai 2005).
- 7 octobre : Viktor Lazlo, chanteuse française.
- 8 octobre : François Pérusse, humoriste québécois.
- 9 octobre :
  - Kenny Garrett, saxophoniste de jazz américain.
  - Bruno Rossetti, tireur sportif italien († 9 février 2018).
- 11 octobre : Melissa Bank, auteure américaine († 2 août 2022).
- 12 octobre : Hiroyuki Sanada, acteur japonais.
- 13 octobre : Arturo Ramos Hernández, joueur de water-polo cubain.
- 16 octobre : Cressida Dick, policière britannique.
- 18 octobre :
  - Erin Moran, actrice américaine († 22 avril 2017).
  - Jean-Claude Van Damme, acteur belge.
- 23 octobre : 
  - Rossella Panarese, journaliste italienne († 1er mars 2021).
  - Randy Pausch, professeur informatique américain († 25 juillet 2008).
- 24 octobre : Gina T, chanteuse néerlandaise.
- 25 octobre : Hong Sang-soo, réalisateur et scénariste sud-coréen.
- 27 octobre : Oleg Bryjak, artiste lyrique soviétique († 24 mars 2015).
- 30 octobre : Diego Maradona, footballeur argentin († 25 novembre 2020).
- 31 octobre : 
  - Luis Fortuño, homme politique portoricain.
  - Reza Pahlavi, prince héritier iranien.

## Novembre
- 1er novembre : Takeharu Kunimoto, joueur japonais de shamisen et chanteur du genre rōkyoku († 24 décembre 2015).
- 2 novembre : 
  - Rosalyn Fairbank, joueuse de tennis sud-africaine.
  - Elena Karacențev, plasticienne moldave.
  - Jean-Luc Reichmann, animateur et producteur de télévision, animateur de radio, imitateur et comédien français.
- 8 novembre : 
  - Elizabeth Avellan, productrice de film américaine.
  - Anne Dorval, actrice québécoise.
  - Michael Nyqvist, acteur suédois († 27 juin 2017).
  - Shari Shattuck, actrice américaine.
- 9 novembre : 
  - Tatyana Shvyganova, joueuse soviétique de hockey sur gazon.
  - Andreas Brehme, footballeur allemand († 20 février 2024).
- 10 novembre : Neil Gaiman, auteur britannique de bande dessinée et de roman.
- 12 novembre : Maurane, chanteuse belge († 7 mai 2018).
- 13 novembre : Bruno Giner, compositeur français.
- 14 novembre :
  - Marianne Dickerson, athlète américaine spécialiste du marathon († 14 octobre 2015).
  - Yves Parlier, navigateur français.
  - Francesco Schettino, ancien capitaine de navire italien, commandant du Costa Concordia.
- 15 novembre : Susanne Lothar, actrice allemande († 21 juillet 2012).
- 18 novembre : 
  - Kim Wilde, chanteuse britannique.
  - Elizabeth Perkins, actrice américaine.
- 21 novembre : Cattarina Mercuri, journaliste française († 3 décembre 2016)
- 22 novembre : Leos Carax, réalisateur français.
- 23 novembre : Eugen Mwaiposa, femme politique tanzanienne († 2 juin 2015).
- 25 novembre : John Fitzgerald Kennedy, Jr., fils du président américain John Fitzgerald Kennedy († 16 juillet 1999).
- 26 novembre : Rémy Vogel, footballeur français († 17 octobre 2016).
- 27 novembre :
  - Erwin Drèze, auteur de bande dessinée belge († 17 mars 2020).
  - Ioulia Tymochenko, femme politique ukrainienne.
- 29 novembre : Emmanuel Ramazani Shadary, homme politique du Congo Kinshasa.
- 30 novembre : Hiam Abbass, actrice, directrice d'acteurs, réalisatrice, productrice, écrivaine, scénariste et photographe d'origine palestinienne et israélo-française.

## Décembre
- 1er décembre : Ruth Elkrief, journaliste française.
- 2 décembre : Deb Haaland, femme politique américaine.
- 3 décembre :
  - Daryl Hannah, actrice américaine.
  - Akiko Kurabayashi, femme politique japonaise.
  - Steven Swanson, astronaute américain.
  - Julianne Moore, actrice américaine et britannique.
- 4 décembre : Eugène Berger, homme politique luxembourgeois († 21 janvier 2020).
- 5 décembre : Pierre Naftule, écrivain, producteur et metteur en scène suisse († 19 mars 2022).
- 6 décembre :
  - Masahiko Katsuya, éditorialiste, photographe et polémiste japonais († 28 novembre 2018).
  - Diederik Wissels, pianiste néerlandais de jazz.
- 7 décembre : Isabelle Wingerter-Seez, physicienne française.
- 8 décembre : Sólveig Anspach, réalisatrice américano-islandaise († 7 août 2015).
- 10 décembre : Kenneth Branagh, acteur et réalisateur britannique.
- 12 décembre : Vitaliano Trevisan, écrivain, scénariste et acteur italien († 7 janvier 2022).
- 14 décembre : 
  - Catherine G. Coleman, astronaute américaine.
  - Ebrahim Raïssi, juge, juriste, homme politique et ayatollah († 19 mai 2024).
- 15 décembre : Inge Lynn Collins Bongo, personnalité gabonaise.
- 18 décembre : Yoon Seok-youl, homme politique sud-coréen.
- 20 décembre : Kim Ki-duk, scénariste, producteur, réalisateur et monteur sud-coréen († 11 décembre 2020).
- 22 décembre : Jean-Michel Basquiat, peintre américain († 12 août 1988).
- 23 décembre : Zindzi Mandela, diplomate sud-africaine († 13 juillet 2020).
- 24 décembre : Yves Le Saux, évêque catholique français, évêque du Mans.
- 26 décembre : Caroline Charrière, instrumentiste, flûtiste, cheffe d'orchestre et compositrice suisse († 1er octobre 2018).
- 27 décembre : 
  - Maryam d'Abo, actrice britannique.
  - Cha Hwa-yeon, actrice sud-coréenne.
- 28 décembre : 
  - Terri Garber, actrice américaine.
  - Chadwick Steven « Chad » McQueen acteur, producteur et pilote automobile américain, fils de Steve Mc Queen († 11 septembre 2024).

## Date précise inconnue
- Abd Almoniem Rahama, écrivain, journaliste, poète et militant des droits humains soudanais.
- Agnès Agboton, femme de lettres béninoise.
- Christina Allzeit, artiste peintre allemande.
- Mamoutou Camara, musicien malien († 29 septembre 2010).
- Marc Chardonnens, haut fonctionnaire suisse († 6 avril 2020).
- Selma Gürbüz, peintre et sculptrice turque († 22 avril 2021).
- Nahed Hattar, écrivain, journaliste et militant politique jordanien († 25 septembre 2016).
- Eddy Kapend, colonel congolais.
- Aditi Mangaldas, danseuse et chorégraphe de Kathak.
- Sibusiso Moyo, homme politique zimbabwéen († 20 janvier 2021).
- Jamal Mahjoub, écrivain britannique.
- Abdolrahim Mousavi, chef d'État-major des forces armées iraniennes.
- Carol Zardetto, écrivaine et avocate guatémaltèque.